# Markus Ferber
Pour les articles homonymes, voir Ferber.
Markus Ferber, né le 15 janvier 1965 à Augsbourg, est un ingénieur et homme politique allemand, membre de l'Union chrétienne-sociale en Bavière (CSU). Il est député européen depuis 1994.

## Biographie
Ingénieur de profession, il est membre de la CSU depuis 1983 ; il est président de la CSU du district de Souabe depuis 2005.
Il est élu député européen la première fois lors des élections européennes de 1994. Il est réélu en 1999, 2004, 2009, 2014, 2019 et 2024.
Au Parlement européen, il siège au sein du groupe du Parti populaire européen, dont il est membre du bureau depuis le 3 avril 2000. Au cours de la 7e législature, il est vice-président de la délégation à la commission parlementaire mixte UE-Mexique et membre de la commission des affaires économiques et monétaires.
Il est chevalier de l'ordre du Mérite de la République fédérale d'Allemagne.